# Max Fischer (Fußballspieler, 1889)
Max August Fischer (* 8. Januar 1889 in Berlin; † 13. März 1969 in West-Berlin-Buckow) war ein deutscher Fußballspieler.

## Karriere
Seine Karriere begann er bei Tasmania 1900 Rixdorf, ehe er 1913 zum BFC Hertha 1892 wechselte. Dort wurde Fischer zum langjährigen Stammspieler. Nachdem Emil Domscheidt 1923 zur Hertha wechselte, bildeten die beiden ein über die Grenzen Berlins hinaus respektiertes Abwehrbollwerk, welches die gegnerischen Stürmer vor allem durch die perfekt abgestimmte und zur damaligen Zeit noch wenig angewandte Abseitsfalle regelmäßig zur Verzweiflung trieb.
Allerdings konnten auch Fischers Defensiv-Fähigkeiten nicht verhindern, dass das Team vom Gesundbrunnen in den DM-Endspielen 1926 bis 1928 stets den Kürzeren zog. Insgesamt absolvierte Fischer in den Endrunden 15 Spiele für Hertha. 1930 wurde er dann doch noch Deutscher Meister, ohne jedoch großen Anteil am Erfolg zu haben, da er lediglich am 1. Spieltag der Oberliga beim 5:3-Heimerfolg gegen RFC Halley-Concordia eingesetzt wurde. Mit dem Gewinn des Meistertitels beendete er im Anschluss an die Saison seine aktive Karriere.

## Erfolge
- Deutscher Meister 1930